# Агастроф
В греческой мифологии Агастроф (др.-греч. Ἀγάστροφος) — пеонский «герой», «прославившийся своим копьём», сражавшийся в Троянской войне на стороне Трои и убитый Диомедом. Он был сыном Пеона и братом Лаофуна.

## Мифология
Смерть Агастрофа наступила в результате неправильного суждения. Под влиянием Аты, богини бедствия, Агастроф совершил роковую ошибку, оставив свою колесницу слишком далеко позади себя и, таким образом, не смог убежать, когда был ранен Диомедом. Убив его, Диомед снял «тяжкий сверкающий корсет храброго Агастрофа со своей груди, щит с плеча и тяжёлый шлем».

## Память
В честь Агастрофа назван типичный троянский астероид Юпитера (221908) Агастроф.